# 초인 로크
《초인 로크》(超人ロック 쵸진롯쿠[*])는 히지리 유키의 SF만화작품 및 그것을 원작으로 하는 라디오 드라마나 애니메이션 작품을 말한다. 또한 그 주인공의 통칭이기도 하다. 영어제목은 "LOCKE THE SUPERMAN". (초기에는 "SUPERMAN LOCKE"나 "LOCKE THE ZUPERMAN"이라는 표기도 있었다.)

## 개요
영원히 살아가는 불로불사의 에스퍼(초능력자), 통칭 '초인 로크'의 활동을 통해서 우주시대의 장대한 인류 역사를 그리는 연작 SF 시리즈. 근미래에서 수천 년 후까지의 은하계를 무대로 하고 있으며, 본래는 SF 모험물로 출발했으나 시리즈가 점점 길어짐에 따라 판타지, 로맨스, 미스터리, 대하역사극, 서부극, 스포츠물 등의 다양한 요소를 보여주고 있다.
작가 히지리 유키가 1967년에 동인창작집단 작화그룹 의 육필회람지에 최초의 에피소드를 발표했으며, 1978년에는 상업지에 처음으로 게재되었다. 2017년에 50주년을 맞이한 장수 시리즈로, 비슷한 장수 작품에 비해서 단행본 발행 권수는 그리 많지 않으나, 단일 시리즈로써 계속해서 발표된 기간만 놓고 보면 고르고 13에 버금간다. 2018년에는 니혼케이자이 신문에서 시행한 '장기연재만화 TOP 30'에서 1위를 차지했다.
각 에피소드는 대부분 단행본 1~2권 정도의 길이로 그려지는데, 극중 연대가 순서대로 흘러가지 않고 과거로 갔다가 미래로 갔다가 하는 것도 본 시리즈의 특징. 그러다 보니 익숙한 캐릭터가 재등장하는 일도 자주 있어서 독자들에게 뜻밖의 즐거움을 선사하기도 한다. 중반부터는 로크의 클론(복제인간)이나 초인 로크를 사칭하는 사기꾼들도 등장하고, 로크 본인도 다른 인물로 변신하는 능력을 갖게 됨에 따라 '과연 진짜 로크는 누구냐?'라는 수수께끼를 둘러싸고 진행되는 에피소드도 있다.
워낙 장기 시리즈이다 보니 시리즈의 전체상을 알기 쉽게 보여주기 위해 게재잡지나 단행본에 스토리 연표가 게재되기도 한다. 하지만 새로운 에피소드가 발표될 때마다 그 앞뒤로 위치하는 에피소드의 연대설정을 바꾸어 아귀를 맞추는 일도 잦기 때문에 극중에서 언급된 설정과 연표의 기술 사이에 모순이 생기는 경우도 있다. 또한 탐정 헌트 & 조수 로크 시리즈는 본래 연표에 포함되어 있었으나, 다른 에피소드와의 연결이 거의 불가능하게 되어버렸기 때문에 현재는 패러렐 월드(평행세계)로 취급되고 있다.
1994년부터 2007년까지는 신작 발표와 함께 초기 작품의 리메이크, 이전 에피소드 사이의 공백기를 그리는 외전 집필 등도 정력적으로 행해졌다.
2022년 10월에 작가 히지리 유키가 세상을 떠남으로써 몇 가지 수수께끼나 아직 밝혀지지 않은 설정 등에 대해서는 상세 불명인 채로 명확한 최종회가 그려지지 않은 상태에서 연재가 중단되었다.

## 주인공
영원한 생명을 지니고 있으며 불가능을 가능으로 바꾼다고 전해지는 전설의 에스퍼. 그가 바로 초인 로크다. 시대나 장소에 따라 유명해지기도 하고 무명이 되기도 하고, 때로는 신앙의 대상이 되거나 도시전설 취급을 받기도 한다. 초기에는 너무나 뛰어난 능력 때문에 괴물이자 이단아로써 박해받거나 이용당하고 상처 입는 일이 많았지만 미래로 갈수록 경험도 풍부해지고 남의 눈에 띄지 않게 초능력을 감추는 요령도 익혀서 점점 세상사에 초연한 현자의 이미지를 띠게 되었다. 작중 세계에서 가장 후기에 속하는 《소드 오브 네메시스》의 시대에는 표면상 민간인임에도 불구하고 은하연방 내의 거의 모든 중요시설의 출입증을 소유하고 정보부의 활동에도 동행하여 컨설턴트 비슷하게 자문을 해 주기도 한다. 다양한 국면에서 은하계와 인류의 역사에 간섭해 왔으나, 그럼에도 불구하고 자기는 어디까지나 평범한 인간이라고 주장한다. 성씨는 시대나 장소에 따라 계속 바뀌지만, '전설의 초인'으로서 알려지게 됨에 따라 특별히 성씨를 쓰지 않고 '그냥 로크'라고 자기를 소개하는 경우가 늘어났다.
상대방 에스퍼가 초능력을 사용하는 것을 눈으로 보고 그 자리에서 익혀서 자기 능력으로 만들어 버리는 러닝(학습)능력이 특히 우수하다. 작품 내에서 적대하는 에스퍼와 대결하여 패배하는 장면이 여러 번 그려지지만, 다음 번 싸움에서는 그 에스퍼가 가진 능력을 흡수하여 보다 큰 위력으로 반격하거나, 기존에 갖고 있던 능력과 조합하여 새로운 기술을 선보임으로써 승리한다. 신진대사를 조절하여 젊음을 유지하는 능력이 있으나 그것이 한계에 달할 정도로 육체가 노쇠할 경우에는 아예 분자 수준에서 세포 전체를 재생시켜 생명의 영속화를 꾀한다. 작품 내에서 '회춘' 능력을 가진 에스퍼는 로크 말고도 다수 존재하며, 특정 시기 이후로는 발달된 의료기술에 힘입어 초능력이 없는 보통 사람들도 이용하게 되었지만, 이 경우는 어디까지나 죽음의 시기를 늦추는 수단에 불과하다. 아예 갓난아기로 돌아가서 새롭게 시작하는 '재생' 능력을 지닌 것은 로크 혼자뿐이다. 로크의 세포를 이용하여 만들어진 클론들도 이러한 능력은 갖추고 있지 않다. 참고로 로크는 자기 자신뿐만 아니라 다른 사람의 신진대사를 조절하여 어린이로 되돌리는 것도 가능한데, 이 능력을 이용하여 도저히 가망이 없는 부상자나 적 에스퍼를 구하기도 했다. 하지만 조절을 잘못하여 피험자가 완전히 소멸해버리는 경우도 있고, 아이로 돌아가서 새 인생을 시작한 에스퍼가 나쁜 환경 때문에 다시 적으로 돌아서는 경우도 있는 만큼, 반드시 좋은 결과로 끝난다고만은 할 수 없다.
로크가 초인이라 불리게 된 또 하나의 이유는 극한의 상황까지 몰렸을 때에 발동하는 버서커 상태, 일명 '세컨드 페이즈(제2단계)'가 있기 때문이다. 이 상태에서는 공격능력이 행성 하나를 파괴할 수 있을 정도로 대폭 상승하지만, 극한 상황인 만큼 적과 아군을 식별하기 어려운 경우가 많아서, 도시 하나를 무고한 사람들과 함께 통째로 날려버린 일도 있다. 로크가 사람의 눈을 피해 인적이 없는 시골에서 생활하는 것을 선호하는 것도 이런 위험이 있기 때문이다. 또한 최면암시나 세뇌 등의 정신공격에는 비교적 약한 반면에, 보통의 초능력자를 괴롭힐 만한 재머(에스퍼의 뇌에 간섭하는 방해전파) 공격에는 어느 정도 내성을 쌓게 되어서, 후기로 갈수록 이런 공격이 별로 효과가 없어진다. 외부 사정이나 건강상태 때문에 초능력을 쓰지 못하게 된 때에도 웬만한 일은 무난하게 처리할 수 있는 배짱과 지능과 각종 기술을 갖고 있다. 프로 선수만큼은 아니지만 자기 몸 하나는 문제없이 지킬 수 있을 정도로 격투기에 능하기도 하다.
로크 자신은 인류 역사나 세계 정세에 간섭하지 않고 조용히 살고 싶어해서 종종 은거생활에 들어가지만, 로크를 노리는 자들이나 그의 능력을 이용하려는 자들 때문에 친하게 지내던 지인들이 다치거나, 본의 아니게 싸움에 말려드는 일이 많다. 그럴 때마다 자기가 로크라는 사실을 감추거나, 타인으로 위장하거나(모습은 로크 그대로일 수도 있고 다른 사람일 수도 있다), 반대로 타인이 로크를 사칭하는 일도 있어서(모습은 로크를 흉내낼 수도 있고 자기 본래 모습일 수도 있다), 툭하면 '누가 진짜 초인 로크인가?' 하는 점이 수수께끼의 하나로써 제시된다. 다만 로크가 다른 사람의 모습을 빌린 상태에서 로크라는 이름을 그대로 쓰는 경우는 현재까지 없었다. (《구원의 눈동자》에서 자기와 결혼한 여성의 나이에 맞춰 연로한 모습의 로크를 '연기'한 바는 있다.)
모습이나 성별, 나이를 자유자재로 바꿀 수 있지만 로크 본래의 모습일 때는 사춘기 소년 정도의 연령대를 유지하고 있으며 성인이나 노인의 모습을 할 때는 반드시 타인의 얼굴을 빌린다. 시대에 따라서는 배우자가 있는 경우도 있으나, 대부분의 경우 연애운이 별로 없는지 여성과의 관계는 짝사랑이나 비련으로 마무리되는 일이 많다. 수천 년의 세월을 살아왔지만 클론을 제외하고는 자식을 따로 남기지 않았다. 워낙 오래 살아서인지 가정을 꾸미거나 자녀를 갖는 일 자체에는 그다지 관심이 없다.

## 작품 연표
1967년
- 제1작 〈님버스와 부(負)의 세계〉가 동인지로 발표됨. 서브타이틀은 단행본화될 때 편의상 붙인 것으로, 실제 작품에는 그냥 〈초인 로크〉라는 타이틀만 붙어 있음.

1969년
- 제2작 〈이 우주에 사랑을〉발표. 이 작품 내의 컬러 페이지를 통해 주인공 로크의 머리색이 녹색으로 밝혀짐.

1970년
- 제3작 〈쥬난의 아이〉가 대본소용 작품으로 발표됨. 시리즈 최초로 단행본화된 작품.

1974년
- 제4작 〈코즈믹 게임〉발표. 작가가 프로데뷔한 이후 초인로크 작품을 그린 것은 이것이 처음.

1977년
- 《월간 OUT》(미노리쇼보) 12월호에 초인로크 특집이 실림.

1978년
- OUT 증간 《랑데부》(미노리쇼보)에서 〈신세계전대〉를 연재. 시리즈 최초의 상업지 연재작품. 〈신세계전대〉는 원래 작가의 아마추어 시절에 잡지 투고용으로 그린 에피소드이지만, 잡지 연재판은 설정을 대폭 변경하여 새로 그린 것으로, 시리즈 최초의 리메이크 작품이기도 하다.

1979년
- 《소년 킹》(쇼넨가호샤) 41호부터 연재 개시.

1980년
- 히로타 타케시를 주축으로 하여 〈코즈믹 게임〉을 원작으로 한 파일럿 필름 제작. 비공식이긴 하지만 시리즈 최초의 애니메이션 작품이다.

1981년
- 6월 25일, 일본 콜롬비아에서 에피소드〈마녀의 세기〉를 원전으로 하는 이미지 앨범 《록 조곡 〈초인 로크〉》발매. 이후 각 에피소드를 제재로 한 이미지 앨범이 순차적으로 제작되었다.
- 닛폰 방송에서 라디오 드라마를 방송. 주인공 로크의 성우가 에피소드마다 바뀐다는 특이한 캐스팅 수법을 도입.
- 이 때부터 관련상품 등에서 "LOCKE THE ZUPERMAN"이라는 영어표기를 사용. "ZUPERMAN"이란 표기는 오타가 아니고 '슈퍼맨보다 강하다'는 의미에서 만들어진 신조어인데, 정착하지 못하고 수년 뒤에 자연소멸했다.

1982년
- 《소년 킹》이 격주간지 《소년 KING》으로 리뉴얼, 연재도 새 잡지로 인계됨.

1984년
- 최초의 공식 애니메이션 작품인 극장판 《초인 로크》(원작은 〈마녀의 세기〉)가 쇼치쿠 계열 극장에서 개봉.

1988년
- 《소년 KING》 휴간.
- 최초의 단행본 오리지널 에피소드인 〈솔리티어〉발표.

1989년
- 반다이 비주얼에서 OVA 《초인 로크 : 로드 레온》 발매.

1991년
- 반다이 비주얼에서 OVA 《초인 로크 : 신세계전대》 발매.
- 스콜라 출판사에서 《소년 킹》 및 《소년 KING》 연재분을 신장판 단행본으로 간행 개시. 각 에피소드를 가능한 한 극중 연대순으로 배열하고 내용을 수정 가필한 버전. 이후 발매된 복각판 단행본은 모두 이 스콜라판을 기초로 하고 있다.
- 《월간 OUT》9월호부터 연재 개시.

1995년
- 《월간 OUT》, 5월호를 마지막으로 휴간. 연재 중이던 에피소드 〈소드 오브 네메시스〉는 이후 내용을 보완하여 단행본으로 완결.
- 《MEGU》(세이지 비블로스, 이후 비블로스) 창간준비호에 단편 〈말리화〉발표. 《MEGU》창간호부터 본격적으로 연재 개시. 연재 제1탄 〈미러 링〉은 OVA 제작과 원작 집필이 동시진행된 케이스로, 시리즈 최초로 영상화를 전제한 작품이다.

1996년
- 세이지 비블로스에서 예전 작품을 문고판으로 간행 개시. 스콜라판을 기초로 하되 일부 미수록 에피소드를 추가하여, 작화그룹 및 비블로스 이외의 출판사에서 간행한 에피소드를 거의 전부 망라한 버전으로 완성됨.
- 분카 방송에서 〈코즈믹 게임〉, 〈불꽃 호랑이〉를 라디오 드라마로 제작. 둘 다 전반 파트만 방송하고 후반 파트는 그 후 발매된 CD로만 들을 수 있다.

1997년
- 《MEGU》가 5월호를 마지막으로 휴간. 연재중이었던 〈고양이 산책도 맡습니다〉는 이후 내용을 보완하여 단행본으로 완결.
- 계간지 《매거진 ZERO》(비블로스)에서 연재 개시.

2000년
- 전문지 《초인로크 Special》(비블로스) 간행 개시.
- 12월, OVA 《초인 로크 : 미러 링》발매.

2004년
- 《영 킹 아워즈》(소넨가호샤)에서 연재 개시. 연재 제1탄 〈겨울 무지개〉는 시리즈 최초로 서력을 사용하는 시기를 무대로 하는데, 2011년 현재 가장 현대에 가까운 에피소드이기도 하다.

2006년
- 1월, 《초인로크 Special》휴간.
- 3월 15일, 비블로스의 온라인숍을 통해 시리즈 최초의 다운로드 판매 개시. 비블로스 도산으로 인해 중단.
- 7월, 《아워즈 플러스》(쇼넨가호샤)를 통해 중단된 에피소드〈라이자〉의 연재를 재개.
- 11월 17일, 쇼넨가호샤에서 완전판 코믹스(전 37권) 간행 개시. 연재 당시의 컬러 페이지를 재현하였으며, 일부 에피소드에서는 새롭게 채색이 가해졌음. 동시에 미디어팩토리에서 《소년 KING》휴간 이후의 에피소드 전체를 복각 개시.

2007년
- 4월, 《아워즈 플러스》휴간.
- 7월 5일, 《코믹 플래퍼 보관됨 2005-10-27 - 웨이백 머신》(미디어팩토리)에서 연재 개시.

## 만화작품 목록
〈성자의 눈물〉이후로는 《초인 로크》라는 단일 타이틀로 계속 연재하는 방식에서 벗어나 긴 호흡의 장편 에피소드들을 각각 독립된 작품으로 단기 연재하는 방식을 취하고 있다. 그런 작품들은 기존 시리즈와 달리 단행본으로 만들어지거나 복각될 경우에도 각기 개별 타이틀로 발매되므로, 게재지 옆에 권수를 따로 표시하였다.

### 작화그룹 동인지
- 〈님버스와 부(負)의 세계〉- 1967년, 작화그룹 육필회람지
- 〈이 우주에 사랑을〉- 1968년, 작화그룹 육필회람지
- 〈신세계전대(오리지널판)〉- 1970년, SG시리즈 5
- 〈쥬난의 아이〉- 1971년, SG시리즈 2
- 〈코즈믹 게임〉- 1974년, SG시리즈 7
- 〈에네시스의 가면〉- 1978년, GROUP 1호[4]
- 〈라이자〉- 1979년, GROUP 2호[5]
- 〈로스트 콜로니〉- 2008년, GROUP 100호

### 랑데부
- 〈신세계전대〉- 1978년, 랑데부 1~5월호

### 소년 킹
- 〈불꽃 호랑이〉- 1979년 41~49호
- 〈마녀의 세기〉- 1980년 10~23호
- 〈로드 레온〉- 1980년 25~34호
- 〈마녀의 아이들〉- 1980년, 소년 킹 증간 무크본 《초인 로크의 세계》
- 〈론월의 폭풍〉- 1980년 38~47호
- 〈겨울 행성〉- 1980년 51호~1981년 3호, 8~12호
- 〈에스퍼 따위 무섭지 않아〉- 1981년 4~5호
- 〈별을 지배하는 자〉- 1981년 6~7호
- 〈사이버 제노사이드〉- 1981년 16~24호
- 〈빛의 검〉- 1981년 26~33호
- 〈아우터 플래닛〉- 1981년 36~45호
- 〈별과 소년〉- 1981년 47호~1982년 5호
- 〈황혼의 전사〉- 1982년 6~7호
- 〈스타 게이저〉- 1982년 9~20호
- 〈어리석은 자의 배〉- 1982년, 소년 킹 증간 초인로크 특집호 1
- 〈마인드 버스터〉- 1982년, 소년 킹 증간 초인로크 특집호 2

### 소년 KING
- 〈허공의 전쟁터〉- 1982년 창간호~1983년 1호
- 〈문 헌터〉- 1983년 2~6호
- 〈유랑 I〉- 1983년 7~11호
- 〈유랑 II〉- 1983년 12~16호
- 〈REPLAY〉- 1983년, 무크본 《TO YOU》
- 〈버밀리온 데저트〉- 1983년 17호
- 〈크로노스의 덫〉- 1983년 18~22호
- 〈인피니트 계획〉- 1983년 23~24호
- 〈영원한 여행자〉- 1984년 1~2호
- 〈프리뮬러〉- 1984년 3~7호
- 〈마술사의 거울〉- 1984년 8~12호
- 〈송 오브 어스〉- 1984년 14~18호
- 〈잃어버린 날개〉- 1984년 19~23호
- 〈샤트루즈〉- 1984년 24호~1985년 4호
- 〈아스트로 레이스〉- 1985년 5~9호
- 〈초인의 죽음〉- 1985년 10~18호
- 〈다크 라이온〉- 1985년 19~24호
- 〈황금 이빨〉- 1986년 1~8호
- 〈붉은 서펜트〉- 1986년 9~17호
- 〈요정의 숲〉- 1986년 신춘증간호
- 〈서(書)를 지키는 자〉- 1986년 18호~1987년 1호
- 〈파이널 퀘스트〉- 1987년 2~9호
- 〈어둠의 왕〉- 1987년 10~17호
- 〈데스페라도〉- 1987년 12~19호
- 〈사신강림〉- 1987년 20호~1988년 3호
- 〈사랑스런 기네비아〉- 1988년 4호
- 〈프린스 오브 팬텀〉- 1988년 5~12호
- 〈신동〉- 1988년 13~20호
- 〈솔리티어〉- 1989년, 쇼넨가호샤 히트코믹스 《초인 로크》제38권

### SG기획
- 〈드림 마스터〉- 1987년, SG기획 《초인 로크》 Vol.5
- 〈가희〉- 1991년, SG기획 《초인 로크 스페셜 신세계전대》

### 반다이 비주얼
- 〈마녀의 아이들 외전 ~ 파이팅! 캐리언〉- 1989년, OVA 《로드 레온》초회특전
- 〈엘레나 0368〉- 1991년, OVA 《신세계전대》 Vol.1 초회특전
- 〈아젤리아〉- 1991년, OVA 《신세계전대》 Vol.2 초회특전

### 월간 OUT
- 〈성자의 눈물〉- 1991년 9월호~1994년 8월호 / 단행본 전3권
- 〈소드 오브 네메시스〉- 1994년 9월호~1995년 5월호[6] / 단행본 전3권

※〈님버스와 부(負)의 세계〉의 리메이크.

### 코믹 버거
- 〈브레인 슈링커〉- 1993년 8월호 / 탐정 헌트 & 조수 로크 시리즈
- 〈불사자들〉- 1993년 9월호 / 탐정 헌트 & 조수 로크 시리즈

### 비블로스
- 〈말리화〉- 1995년, 《MEGU》 창간준비호
- 〈미러 링〉- 《MEGU》1995년 9월호~1996년 8월호 / 단행본 전2권
- 〈크란베르의 달〉- 《MEGU》1996년 11월호~ 1997년 2월호 / 단행본 전1권
- 〈고양이 산책도 맡습니다〉- 《MEGU》1997년 3월호~5월호 / 탐정 헌트 & 조수 로크 시리즈 / 단행본 전1권
- 〈천공의 마법사〉- 1998년, 《매거진 ZERO》 vol.19~21 / 단행본 전1권
- 〈미누엣〉- 1999년, 《매거진 ZERO》vol.22~25 / 단행본 전1권
- 〈시간의 창고〉- 1999년, 《매거진 ZERO》vol.26
- 〈카데트〉- 2000년, 《초인 로크 Special》 vol.01 / 단행본 전1권
- 〈여신과 전설〉- 2000년, OVA 《미러 링》 초회특전
- 〈성신의 문〉- 2001년, 《초인 로크 Special》vol.02 / 단행본 전1권
- 〈오메가〉- 2001년, 《초인 로크 Special》vol.03~05 / 단행본 전3권

※〈이 우주에 사랑을〉의 리메이크.
- 〈구원의 눈동자〉- 2002년, 《초인 로크 Special》vol.06~09 / 단행본 전3권

※〈쥬난의 아이〉의 리메이크.
- 〈외톨이 프린세스〉- 2004년, 《초인 로크 Special》vol.10~11 / 탐정 헌트 & 조수 로크 시리즈 / 단행본 전1권
- 〈황야의 기사〉- 2005년, 《초인 로크 Special》vol.12~13 / 탐정 헌트 & 조수 로크 시리즈 / 단행본 전1권
- 〈칼 담 1세〉- 2006년, 《초인 로크 Special》vol.14

### 영 킹 아워즈
- 〈겨울 무지개〉- 2003년 2월호~2006년 1월호 / 단행본 전4권

2005년에 한국어판이 대원씨아이에서 전4권으로 발매.
- 〈라이자(리메이크판)〉- 《초인 로크 Special》vol.14, 《아워즈 플러스》 2006년 9월호~2007년 봄호 / 단행본 전1권
- 〈쿼드라〉- 2006년 5월호~10월호 / 단행본 전1권
- 〈쿼드라 2〉- 2006년 11월호~2007년 5월호 / 단행본 전1권
- 〈얼어붙은 성좌〉- 2007년 6월호~2008년 12월호 / 단행본 전3권
- 〈니르바나〉- 2009년 1월호~2010년 12월호 / 단행본 전4권
- 〈바람의 포옹〉- 2011년 1월호~2014년 6월호 / 단행본 전7권
- 〈라프라르〉- 2014년 7월호~2016년 7월호 / 단행본 전4권
- 〈거울의 방〉- 2016년 8월호~2019년 8월호 / 단행본 전5권
- 〈은하의 아이〉- 2019년 9월호~11월호
- 〈카오스 브링어〉- 2020년 1월호~중단 / 단행본 1권

### 코믹 플래퍼
- 〈에피타프〉- 2007년 8월호~2009년 10월호 / 단행본 전4권
- 〈비웃는 남자〉- 2010년 1월호~2011년 12월호 / 단행본 전4권
- 〈홀리 서클〉- 2012년 1월호~2013년 6월호 / 단행본 전3권
- 〈시간의 아이들〉 - 2013년 7월호~2015년 1월호 / 단행본 전3권
- 〈드래곤즈 블러드〉 - 2015년 2월호~2017년 2월호 / 단행본 전4권
- 〈가이아의 이빨〉- 2017년 3월호~2020년 1월호 / 단행본 전3권
- 〈로크 인 더 박스〉- 2020년 4월호~9월호
- 〈동경〉- 2020년 12월호~중단

### 영 킹
- 〈외전 암흑의 기사〉- 2013년 4월호~5월호[7] (〈불꽃 호랑이〉에 등장하는 암흑기사단에 초점을 맞춘 단편.) / 《초인로크 외전》에 수록

### 영 킹 아워즈 GH
- 〈외전 프로토 기어〉- 2013년 11월호~12월호[8] (〈사이버 제노사이드〉의 프리퀄에 해당하지만 〈론월의 폭풍〉과도 일부 연결되는 내용이 있음.) / 《초인로크 외전》에 수록

- 〈외전 유성〉- 2017년 4월호~5월호 (〈붉은 서펜트〉 및 〈초인의 죽음〉과 연결되는 외전.) / 《초인로크 외전》에 수록

### 번외편
- 〈황금의 전사의 역습〉- 1980년, 《류》 7호 (히지리 유키의 다른 만화 캐릭터들과 공연하는 패러디 작품)
- 〈메이킹 오브 초인로크〉- 1982년, 《소년 킹》 21호 (작품 스토리를 짜느라 고민하던 히지리 유키와 조수들이 로크를 만난다는 메타픽션)
- 〈데굴데굴 팍스의 복수〉- 1983년, 무크본 《TO YOU》 (히지리 유키의 다른 만화 캐릭터들과 공연하는 패러디 작품)

## 서적 정보

### 코믹스
- SG기획 《초인 로크》Vol.1~5 (일부 절판 / e북재팬에서 전자책 형태로 판매)
- SG기획 《초인 로크 스페셜 신세계전대》(절판)
- 쇼넨가호샤 히트코믹스 《초인 로크》 (전 38권 / 절판)
- 스콜라 코믹스페셜 《초인 로크》 (전 19권 / 절판)
- 비블로스 코믹문고 《초인로크》 (전 27권 / 절판)

2003년에 한국어판이 시공사에서 '시공 명작 컬렉션' 시리즈로 발매되었으나 18권 이후로 발매 중단.
- 쇼넨가호샤 KING LEGEND 《초인로크 완전판》 (전 37권 / 2022년 현재 발매중)
- 쇼넨가호샤 《초인로크 외전》 (전 1권 / 영 킹 계열지에 발표된 외전 3편 수록)
- 쇼넨가호샤 《초인로크 이문》 (전 1권 / 후배 작가들의 트리뷰트 작품을 모은 앤솔로지. 로크 원작 관련으로는 〈드림 마스터〉 수록.)
- 쇼넨가호샤 《초인로크 Classic》 (전 2권 / SG기획의 초기 작품들을 재수록.)

### 무크
- 페이퍼문 코믹스 《초인 로크의 세계 PART Ⅰ》- 1979년, 신쇼칸
- 페이퍼문 코믹스 《초인 로크의 세계 PART Ⅱ》- 1980년, 신쇼칸
- 페이퍼문 코믹스 《초인 로크의 세계 PART Ⅲ》- 1981년, 신쇼칸
- FANTASTIC ILLUSTRATION BOOK 《초인 로크의 세계》- 1980년, 쇼넨가호샤
- 애장/한정판 초인 로크 · 히지리 유키의 세계 《TO YOU》- 1983년, 《TO YOU》간행회
- 《초인 로크의 진실》- 1989년, SG기획
- 《초인 로크의 수수께끼》- 1995년, SG기획
- 《초인 로크 ART WORKS》- 2018년, 겐코샤 (50주년 기념 출판)

### 애니메이션 설정집
- 극장판 애니메이션《초인 로크》팸플릿 - 1984년, 쇼치쿠
- SF FANTASTIC ANIMATION MATERIALS 《초인 로크》설정자료집 - 1984년, 쇼치쿠 주식회사 사업부
- B-CLUB VISUAL COMIC 《초인 로크 : 로드 레온》- 1990년, 반다이

## 애니메이션

### 파일럿 필름
1980년 제작. 원작은 〈코즈믹 게임〉. 당시 학생이었던 히로타 타케시가 중심이 되어 제작한 8mm 독립영화 필름. 원작의 주요 장면을 대사 없이 다이제스트 형식으로 보여주도록 만들어졌다. 상영시간 약 10분, 사용 동화매수 약 2,000장. 극장판 DVD에 영상특전으로 수록된 파일럿 필름은 이 작품이 아니고 극장판의 아스테로이드 칸 잠입 부분의 테스트 영상이다.

### 극장판 《초인 로크》
1984년 3월 11일 쇼치쿠 계열 극장에서 개봉. 원작은 〈마녀의 세기〉. 상영시간 119분. 1997년 7월 1일 쇼치쿠에서 VHS로, 2001년 6월 22일 파이오니어LDC에서 DVD로, 2018년 11월 7일 쇼치쿠에서 블루레이로 각각 출시되었다. 영어제목은 "Locke the Superman (Movie)"
한국에서는 대우비디오에서 《초인간 로크》라는 제목으로 VHS 출시된 후 KBS에서 《슈퍼맨 로키》라는 제목으로 더빙 방영되었다. 미국에서는 1987년에 "Locke The Superpower"라는 제목으로, 영국에서는 1989년에 "Star Warrior"라는 제목으로 각각 VHS 출시된 바 있다. 2012년 11월 6일에 미국의 Discotek Media에서 코드1 DVD로, 2020년 11월 24일에 미국의 Sentai Filmworks에서 블루레이로 각각 출시되었다.

#### STORY
에스퍼들이 지배하는 천년왕국 건설을 꾀하는 레이디 칸. 연방군 정보국 장관 야마키는 그 배후를 조사하기 위해 전설의 초인 로크에게 협력을 요청한다. 하지만 로크의 개입을 이미 예상한 레이디 칸은 제시카라는 소녀를 특수한 능력의 에스퍼 킬러로써 양성한 뒤 기억을 지우고 야마키에게 접근시킨다. 제시카에게는 초능력을 중화시켜 에스퍼를 분해하는 능력이 있는 것이다. 하지만 야마키와 제시카는 조종당하는 것도 알지 못한 채 정말로 사랑에 빠져버린다. 그리고 마침내 로크와 제시카가 대면하는 순간이 찾아온다.

#### STAFF
- 감독: 후쿠토미 히로시
- 각본: 야마토야 아쓰시
- 작화감독: 시라우메 스스무
- 음악: 오우미 고로
- 제작: 닛폰 애니메이션

#### CAST
- 로크: 난바 케이이치
- 류 야마키: 야스하라 요시토
- 제시카 오린: 한 게이코
- 코넬리아 프림: 후지타 도시코
- 람세스 교수: 시바타 히데카쓰
- 레이디 칸: 나카니시 다에코
- 성모 루우: 노부사와 미에코
- 벨 중위: 긴가 반조
- 우도: 지바 시게루
- 루크 오: 사토 마사하루
- 킴: 야마다 에이코

### OVA 《초인 로크: 로드 레온》
1989년에 전3권으로 발매. 오프닝 영상에는 〈로드 레온〉과 상관없는 다른 에피소드의 주요 캐릭터들도 다수 출연. 영어제목은 "Locke the Superman / Lordleon".
한국에서는 케이블 채널 투니버스에서 《초인로크와 로드레온》이라는 제목으로 더빙 방영되었다. 미국에서는 CPM에 의해 《Space Warriors》라는 제목으로 비디오 출시되었으나, 현재는 판권이 만료되었다.

#### STORY
강대한 초능력을 지닌 우주해적 로드 레온은, 성간기업체 아스트리스 콘체른의 총수 그레이트 죠그를 집요하게 추적한다. 연방 특별반으로부터 이 사건의 조사를 의뢰받은 로크는 레온의 여동생 플로라로부터 과거의 참극에 대해 듣는다. 레온은 부모를 살해하고 자기와 여동생을 불구로 만든 죠그에게 복수하기 위해 무시무시한 파워로 살육을 계속하다가 폭주, 결국 플로라까지 해치고 만다. 로크는 레온을 구하기 위해 그와 목숨을 건 대결을 벌인다.

#### STAFF
- 감독: 이시구로 노보루
- 각본: 히로타 타케시
- 작화감독: 세키노 마사히로
- 음악: 이시카와 게이주
- 제작: 닛폰 애니메이션, 반다이 비주얼

#### CAST
- 로크: 토비타 노부오
- 로드 레온: 이케다 슈이치
- 레온(소년시절): 마쓰오카 요코
- 플로라 레인: 호리에 미쓰코
- 그레이트 죠그: 나야 고로
- 첸 리: 소가베 가즈유키
- 닥터: 후지모토 마모루
- 캐리안: 호리우치 켄유
- 우르: 와카모토 노리오
- 파라스: 시마다 빈

### OVA 《초인 로크: 신세계전대》
1991년에 전2권으로 발매. 영어제목은 "Locke the Superman / New World Command".
한국에서는 케이블 채널 투니버스에서 《초인 로크 : 신세기 블루스》라는 제목으로 더빙 방영되었다.

#### STORY
갑자기 기억을 잃은 채 한 군데에 모인 4인의 에스퍼들. 각기 다른 능력을 지닌 그들 가운데에는 초인 로크의 모습도 있었다. 그들은 기억을 되찾는 대가로 '짜르'라는 인물을 말살하라는 지시를 받는다. 하지만 그것은 은하연방의 천재 프로그래머 란이 꾸민 계략이었다. 연방 최대의 컴퓨터 '엘레나'를 보다 완벽한 존재로 만들기 위해 예측 불가능한 요소인 에스퍼를 합법적으로 말살하려는 것이다. 거대요새 '짜르의 성'에 모여든 2만 명의 에스퍼가 로크 일행을 습격하고, 그와 동시에 기동훈련을 가장하여 모여든 연방함대의 공격이 시작된다.

#### STAFF
- 감독, 각본: 히로타 다케시
- 캐릭터 디자인: 세키노 마사히로
- 작화감독: 시게타 아츠시
- 음악: 하세가와 도모키
- 제작: 닛폰 애니메이션, 반다이 비주얼

#### CAST
- 로크: 토비타 노부오
- 에노: 겐다 뎃쇼
- 니아, 엘레나: 혼다 지에코
- 아젤리아: 다카모리 요시노
- 우모스: 시마다 빈
- 란: 사사키 노조무
- 캐리안: 호리우치 켄유
- 장관: 고미야 가즈에
- 짜르: 야라 유사쿠
- 에리카: 가나이 미카
- 참모: 사토 마사하루
- 오퍼레이터: 히야마 노부유키
- 파일럿: 타카기 와타루

### OVA 《초인 로크: 미러 링》
2000년에 전1권으로 발매. 원래는 1996년 발매예정으로 제작이 진행되어, 연재지 《MEGU》를 통해 사전예약도 받은 바 있다. 하지만 제작이 계속 연기되는 바람에 언제 완성될지 알 수 없게 되어서, 제작예산이 대폭 감액되는 사태를 맞이한다. 시리즈 최초로 미디어믹스를 전제하여 기획된 작품이며, 처음부터 DVD로 발매된 것도 시리즈 사상 처음이다.
400페이지가 넘는 방대한 원작을 66분이라는 한정된 러닝타임으로 영상화하느라 중요한 설정의 상당 부분이 생략 혹은 변경되었다. 《신세계전대》의 속편임에도 불구하고 캐릭터 디자인과 성우진이 완전히 바뀌어서 느낌이 많이 다르다.

#### STORY
전은하의 에스퍼를 말살하려다 초인 로크에게 파괴당한 연방 행정 프로그램 엘레나. 그러나 그 시스템은 완전히 소멸한 것이 아니었다. 해커 카산드라에 의해 우연히 발견된 엘레나의 백업은 무시무시한 속도로 자기증식을 개시하여 '네온'이라는 이름의 신버전으로 진화한다. 그리하여 마침내 에스퍼 소거를 목적으로 한 '황제계획'이 재가동되고, 그 실행을 막으려고 뛰어든 로크는 오히려 납치되어 세뇌당한다. 란과 니아는 로크의 행방을 찾아서 길고 험한 여행을 떠난다.

#### STAFF
- 크리에이티브 프로듀서: 히로타 다케시
- 각본: 고이데 가쓰히코
- 연출: 사오토메 유사쿠
- 캐릭터 디자인: 하야마 준이치
- 작화감독: 모리야마 유지
- 애니메이션 제작: SIDO LIMITED

#### CAST
- 로크: 스즈무라 겐이치
- 란 스벤센: 이와나가 데쓰야
- 니아, 엘레나: 이마이 유카
- 네온: 하야미 쇼
- 카산드라: 후카미 리카
- 바코프: 이시이 코지
- 에이블 대령: 호리 가쓰노스케
- 그랜트: 스즈카 지하루
- 바논: 아이자와 마사키
- 아바스: 가네마루 준이치
- 에마: 가와라기 시호
- 지론: 오카와 도오루
- 함장: 노무라 겐지
- 부관: 하마다 하루키
- 승무원 B: 호리에 히카루

## 라디오 드라마

### 닛폰 방송
1982년~1983년에 걸쳐 《올나이트 닛폰 스페셜》등의 특집 프로그램을 통해 방송된 후 1983년 10월~1984년 3월에 걸쳐 매주 월~금요일에 정규방송으로 송출되었다. 드라마 본편은 월~목에 방송되고 금요일에는 내레이터를 맡은 토미야마 케이가 DJ로서 음악방송을 진행하는 형식이었다.

### 분카 방송
1996년 7월~8월에 《L여학원 방송실》에서 〈코즈믹 게임〉과 〈불꽃 호랑이〉의 총 2편이 방송되었다. 둘 다 전반부만 3회로 나누어서 방송하고 나머지 분량은 이후 BMG에서 발매된 완전판 CD를 통해서 공개되었다. 원작에서 '얼굴이 꼭 닮았다'는 설정인 리안나와 마리안은 동일 성우가 연기하는 식으로 표현했다.

#### STAFF
- 각본: 와타나베 아사미
- 음악: 카메야마 코이치로

#### CAST
- 로크: 미도리카와 히카루
- 리안나 미고르, 마리안 루이스: 히카미 쿄코
- 에리카: 사쿠라이 토모
- 발렌슈타인: 오오츠카 아키오
- 미고르 장군: 아오키 킨류
- 레이자크: 오모로 마사유키
- 제프: 칸나 노부토시
- 유리: 미키 신이치로
- 농부(남): 츠다 에이조
- 농부(여): 에자와 마사코
- 내레이션: 카미야 아키라

## 소설
극장판 개봉에 맞춰 〈마녀의 세기〉의 노벨라이즈 판이 1984년 3월 15일에 발매되었다. 집필은 각본가 겸 소설가인 콘파루 토모코가 담당. 원작자인 히지리 유키 본인도 삽화 및 코멘트를 게재했다.

## 음반
모두 일본 콜롬비아에서 발매.

### 이미지 앨범
- 록 조곡 초인 로크 【AF-7050】- 1981년 6월
- 초인 로크 : 불꽃 호랑이 【CX-7046】- 1981년 12월
- 초인 로크 : 로드 레온 【CX-7059】- 1982년 7월
- 초인 로크 : 코즈믹 게임 【CX-7084】- 1983년 2월
- 초인 로크 : 빛의 검 【CX-7174】- 1984년 9월
- 초인 로크 : 론월의 폭풍 【CX-7508】- 1985년 5월
- DiGiTALTRiP SYNTHESIZIER FANTASY 초인 로크 Locke The Zuperman 【CX-7510】- 1985년 12월

### 사운드트랙
- 초인 로크 [음악집](극장판 사운드트랙) 【CX-7142】- 1984년 2월
- 초인 로크 [드라마편](극장판 사운드트랙) 【CB-7133-4】- 1984년 4월
- 초인 로크 : 로드 레온 (OVA 사운드트랙) 【CC-4218】- 1989년 10월
- 초인 로크 : 신세계전대 (OVA 사운드트랙) 【COCC-7750】- 1991년 7월